# Lambangan Kulon
Lambangan Kulon is een bestuurslaag in het regentschap Rembang van de provincie Midden-Java, Indonesië. Lambangan Kulon telt 986 inwoners (volkstelling 2010).